# 人民海军 (德国)
人民海军（缩写：VM）是德意志民主共和国（东德）的海军，成立于1956年3月1日，隶属于国家人民军。

## 历史
二战结束和冷战开始后不久，苏联开始重新武装德意志民主共和国（GDR）。从1950年开始，苏联海军军官帮助建立了海上警察总署（Hauptverwaltung Seepolizei），并于1952年7月1日更名为海上人民警察（Volkspolizei-See）。与此同时，部分过去的海上警察被重组为新的边防警察（Grenzpolizei-See），负责守卫海疆，并被并入1946年成立的德国边防警察（Deutsche Grenzpolizei）。到1952年，海上民警的人数估计约为8000人。
1956年3月1日，民主德国正式成立了自己的武装力量——国家人民军（Nationale Volksarmee, NVA），海上民警成为了拥有约10,000人的国家人民军海上部队管理局（Verwaltung Seestreitkräfte der NVA）。1960年11月，这些国家人民军的海上部队被正式命名为人民海军（Volksmarine）。在接下来的几年中，海军逐渐接收了一些新舰艇，其中大部分是在民主德国建造的。只有海岸保护舰和一些快速鱼雷艇是由苏联提供的，所有直升机也是苏联提供，还有一些辅助船只是从波兰购买的。
1961年8月13日柏林墙建成后，边防警察海岸边防旅（GBK）被并入人民海军。随着1965年的重组，所有攻击部队，即快速鱼雷艇，被合并成一个单一的船队（第6船队），并驻扎在吕根岛的布勒半岛。20世纪70年代，德国人民海军已发展到约18000人。在20世纪80年代，一些舰艇被替换，人民海军获得了苏联制造的战斗轰炸机。1985-1989年间，由于与波兰在波美拉尼亚海湾的海上边界争端，人民海军参与了约180起边境事件；在随后的谈判中，约三分之二的争议海域划归民主德国。
1990年10月2日，也就是德国正式统一的前一天，人民海军和前国家人民军的其他部队一样被解散。其部分人员被并入联邦海军陆战队（此后被称为德国海军陆战队），部分人员被德国边防警察吸收。大部分舰艇和其他设备被报废或出售；约三分之一的舰艇被印度尼西亚海军使用。人民海军最后一任指挥官亨德里克-博恩（Hendrik Born）上将为迪特尔-弗洛尔（Dieter Flohr）和彼得-塞曼（Peter Seemann）为2009年出版的《人民海军》（Die Volksmarine）一书撰写了多段评论，该书以图片为导向，全面介绍了人民海军的历史。

## 作战目标
人民海军首先是一支海岸防御部队，但其训练和计划中也包括参与对北约的进攻行动和两栖攻击。它在行动上被编入华约国家的波罗的海联合舰队，目的是在发生战争时与它们并肩作战。它的指定作战区域是波罗的海和波罗的海的入口。如果华约和北约之间爆发公开战争，"人民海军 "的主要任务是为苏联增援部队保持海上通道畅通，并参与对波罗的海敌对国家海岸的进攻行动。为此，它配备了反潜舰、快速鱼雷艇、扫雷艇和登陆艇等轻型装备。日常任务主要集中在广泛的侦察活动上，主要由扫雷艇和专门的电子侦察船执行。
第6边防旅（海岸）专门负责防止 "叛逃共和国者"（未经官方许可离开东德的人员）。从1961年11月1日起，它隶属于人民海军。它拥有大量的小型巡逻艇和沿海监视哨。